# Marina di Butera
Marina di Butera costituisce la zona rivierasca del comune di Butera in provincia di Caltanissetta, sulla costa meridionale della Sicilia.
Compresa tra la foce del torrente Comunelli e la Punta Due Rocche, rispettivamente al confine con i comuni di Gela e Licata, vanta un litorale sabbioso che si sviluppa per circa 8 chilometri.

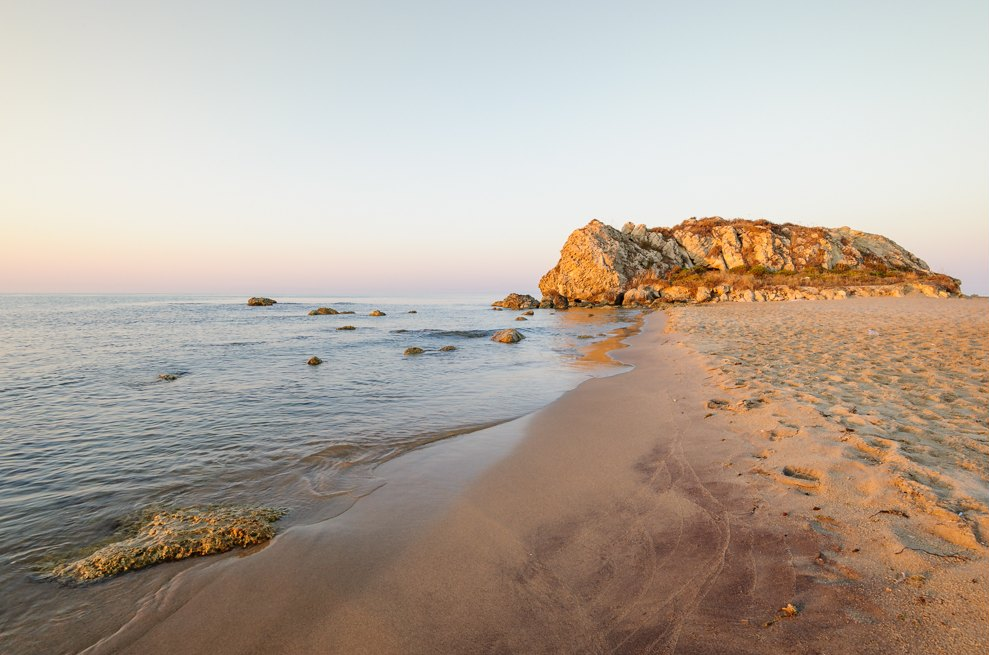
Punta Due Rocche all'alba (9523642080)

I residenti risultano poche decine in quanto la zona è prevalentemente costituita da case di villeggiatura abitate solamente nella bella stagione.

## Storia
Nella spiaggia di Falconara (in codice spiaggia blu) il 10 luglio 1943 sbarcò il quarto gruppo d'attacco denominato Falconara, guidato dal Colonnello Rogers della 3ª divisione comandata dal Generale Truscott, del 7º corpo d'Armata del Generale Patton.

## Monumenti e luoghi d'interesse

### Castello di Falconara

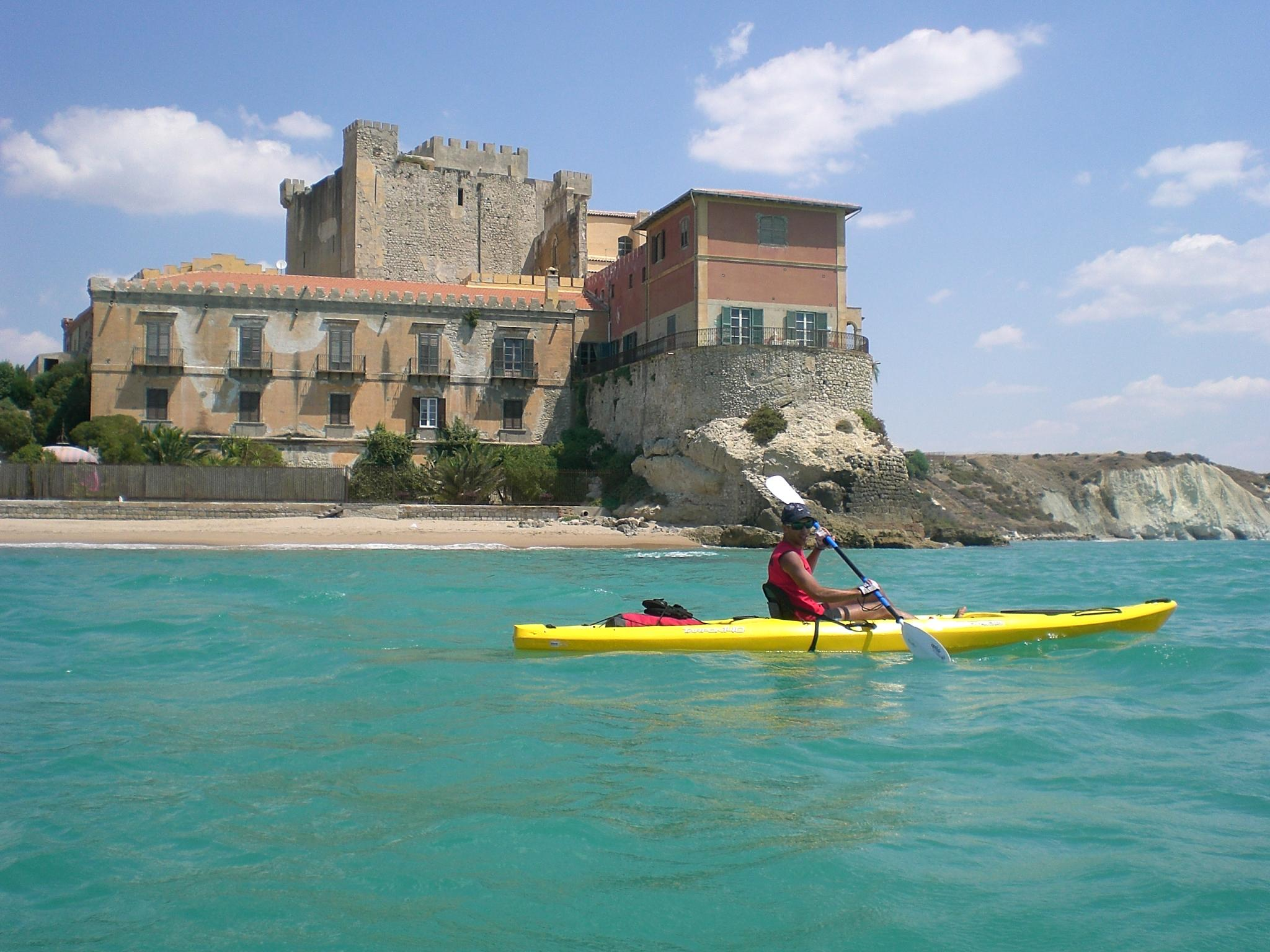
Castello di Falconara

Su uno sperone roccioso sulla baia della località Falconara sorge questo pittoresco maniero di origine medievale e rimaneggiato più volte nel corso dei secoli. Oggi risulta adibito in parte a dimora privata ed in parte a struttura ricettiva. Già appartenuto alle famiglie Santapau, Branciforte e Chiaramonte Bordonaro, è stato scelto come set per più di uno spot pubblicitario.Tra questi, nell'estate del 1994, quello diretto da Giuseppe Tornatore per Dolce & Gabbana con Monica Bellucci nei panni della protagonista.

## Economia
Marina di Butera vanta un discreto movimento turistico dovuto alla presenza di strutture ricettive di diversa tipologia e capacità. Nel 2006 è stato inaugurato un villaggio turistico con 300 unità abitative.

## Infrastrutture e trasporti
Marina di Butera è attraversata dalla strada statale 115 che unisce Siracusa a Trapani e dalla ferrovia Siracusa-Canicattì con la fermata di Falconara. Inoltre, poco a nord, ha termine la strada statale a scorrimento veloce 626 proveniente da Caltanissetta. Altre strade provinciali la collegano alle contrade limitrofe e a Butera.